# Gilbertville
La ville américaine de Gilbertville est située dans le comté de Black Hawk, dans l’État de l’Iowa. Lors du recensement de 2010, elle comptait 712 habitants.

## Source
- (en) Cet article est partiellement ou en totalité issu de l’article de Wikipédia en anglais intitulé « Gilbertville, Iowa » (voir la liste des auteurs).